# Brownsville (Pennsylvania)
Brownsville is een plaats (borough) in de Amerikaanse staat Pennsylvania, en valt bestuurlijk gezien onder Fayette County.

## Demografie
Bij de volkstelling in 2000 werd het aantal inwoners vastgesteld op 2804.
In 2006 is het aantal inwoners door het United States Census Bureau geschat op 2671, een daling van 133 (-4,7%).

## Geografie
Volgens het United States Census Bureau beslaat de plaats een oppervlakte van
2,9 km², waarvan 2,6 km² land en 0,3 km² water. Brownsville ligt op ongeveer 277 m boven zeeniveau.

## Plaatsen in de nabije omgeving
De onderstaande figuur toont nabijgelegen plaatsen in een straal van 8 km rond Brownsville.

## Geboren
- Philander Knox (1853-1921), minister van Justitie en van Buitenlandse Zaken